# Cimoszka
Cimoszka – kolonia w Polsce położona w województwie podlaskim, w powiecie sokólskim, w gminie Janów. Miejsce urodzenia (30 marca 1910) Józefa Marcinkiewicza, polskiego matematyka i oficera.
W latach 1975–1998 miejscowość administracyjnie należała do województwa białostockiego.
Wierni kościoła rzymskokatolickiego należą do parafii św. Jerzego w Janowie.